# Auguste Ollivier
Pour les articles homonymes, voir Ollivier.
Auguste Ollivier, né le 17 novembre 1828 à Guingamp (Côtes-du-Nord) et mort le 26 mars 1916 à Paris, est un homme politique français.

## Biographie
Il est élu député monarchiste des Côtes-du-Nord en 1879, lors d'une élection partielle. Invalidé, il est réélu en 1881, et reste député jusqu'en 1888, date à laquelle il entre au Sénat, où il siège, toujours chez les monarchistes et conservateurs, jusqu'en 1912. Il intervient essentiellement sur les chemins de fer de l'Ouest, les questions religieuses et l'élevage de chevaux.